# Малый Агардяш
Ма́лый Агардя́ш — посёлок в Карабашском городском округе Челябинской области России.

## География
Расположен на южном берегу одноимённого озера. Расстояние до Карабаша 8 км. В 1 км на восток — железнодорожный остановочный пункт Бурлак.

## Население
| 2002 | 2010 |
| ---- | ---- |
| 2    | ↘1   |

## Улицы
В настоящее время в посёлке нет ни одной улицы.